# Google Podcasts
Гугл Подкасти (енг. Google Podcasts) је подкаст апликација коју је Гугл развио и објавио 18. јуна 2018. године за Андроид уређаје.  
У септембру 2018. године, подршка за Google Cast је додата у Гугл Подкасте. 
На Google I/O 2019. године, Гугл је најавио веб верзију Гугл подкаста за iOS, Андроид и Виндовс. 
iOS верзија је лансирана у марту 2020. године  
У новембру 2019. године, апликација је редизајнирана користећи Гугл материјалну тему. 
12. маја 2020. године, Гугл је објавио да корисници могу да пренесу своје претплате на подкасте и историју у Гугл Подкасте са Гугл Плеј музике. 